# Граменци
Грамѐнци също и Рамѐнци или Рамѐнце, Ромѐнце (на гръцки: Γραμμένη, Грамени, до 1927 Γραμέντζα, Грамедза) е село в Гърция, дем Просечен.

## География
Селото е разположено на 125 m надморска височина, в южното подножие на планината Щудер в северната част на Драмското поле. Отстои на два километра южно от село Нови Калапот (Ангитис).

## История

### Етимология
Според Йордан Н. Иванов името Граменци идва вероятно от *Гръменци от гръм, храст. Същевременно Иванов дава друга етимология на Раменци: жителско име от местното име *Рамен от равен. Жителското име е рамѐнчанин, рамѐнчанка, рамѐнчане. Според Йордан Заимов е от изчезналото лично име *Рамен от Рам(о) и -ен, вероятно от Аврам. Това се подкрепя от формите Враменци, Авраменци.

### В Османската империя
В османски данъчни регистри на немюсюлманското население от вилаета Зъхна от 1659-1660 година селото е отбелязано под името Рамниче с 6 стари и 21 нови джизие ханета (домакинства).
В края на XIX век Граменци е чифлик в Зъхненска каза на Османската империя. Според Георги Стрезов към 1891 година в Раменце живеят и българи. Според Николаос Схинас („Οδοιπορικαί σημειώσεις Μακεδονίας, Ηπείρου, Νέας οροθετικής γραμμής και Θεσσαλίας“) в средата на 80-те години на XIX век Грамендза (Γραμέντζα) е село със 150 жители българи православни. В „Етнография на вилаетите Адрианопол, Монастир и Салоника“, издадена в Константинопол в 1878 година и отразяваща статистиката на населението от 1873 година, Граменца (Gramentza) е посочено като село с 16 домакинства и 58 жители българи.
В 1889 година Стефан Веркович („Топографическо-этнографическій очеркъ Македоніи“) отбелязва Граменца като чифлик с 26 български къщи.
Към 1900 година според статистиката на Васил Кънчов („Македония. Етнография и статистика“), населението на Граменци брои 200 българи-християни.
При избухването на Балканската война в 1912 година един човек от Граменци е доброволец в Македоно-одринското опълчение.

### В Гърция
През Балканската война селото е освободено от части на българската армия, но остава в Гърция след Междусъюзническата война. Населението се изселва в България и на негово място са настанени гърци бежанци. Според преброяването от 1928 година селото е изцяло бежанско със 77 бежански семейства и 253 души. По-късно в селото са заселени още бежанци.
В 1927 година селото е прекръстено на Грамени.
След 60-те години жителите масово се изселват към големите градове. Населението произвежда тютюн, жито и други земеделски продукти, като се занимава частично и със скотовъдство.
| Година    | 1913 | 1920 | 1928 | 1940 | 1951 | 1961 | 1971 | 1981 | 1991 | 2001 | 2011 | 2021 |
| --------- | ---- | ---- | ---- | ---- | ---- | ---- | ---- | ---- | ---- | ---- | ---- | ---- |
| Население | 144  | 199  | 391  | 701  | 678  | 676  | 295  | 375  | 311  | 460  | 320  | 186  |

## Личности
Родени в Граменци
- Сотир Петров, македоно-одрински опълченец, 3 рота на 15 щипска дружина, 4 рота на 11 сярска дружина[15]